# Pinianus
Svatý Valerius Pinianus či Pinián byl římský aristokrat a mnich.
Pocházel z vážené aristokratické rodiny Valeria. Byl synem římského prefekta.
Mezi roky 396 a 400 se oženil se svou sestřenici z otcovy strany svatou Melanií. Spolu měli několik dětí, které zemřely v raném věku. 
Roku 408 odešel pár na Sicílii, kde se stal Pinian mnichem a jeho manželka mniškou. Okolo roku 410 odešli do města Tagaste, kde se spřátelili se svatým Augustinem. Poté odešli do Palestiny, kde založil mužský klášter a jeho manželka ženský klášter a sám se stal jeho představeným.
Zemřel okolo roku 438 v Jeruzalémě.